# Vilmos Varjú
Vilmos Varjú (né le 10 juin 1937 à Gyula et mort le 17 février 1994 à Budapest) est un athlète hongrois, spécialiste du lancer du poids.

## Carrière
Il reporte deux titres consécutifs de champion d'Europe du lancer du poids : à Belgrade en 1962 où il devance avec un jet à 19,02 m le Soviétique Viktor Lipsnis, et à Budapest en 1966 où il s'impose avec la marque de 19,43 m.
Il participe à trois Jeux olympiques consécutifs de 1964 à 1972 et obtient son meilleur résultat à l'occasion des Jeux olympiques de Tokyo en se hissant sur la troisième marche du podium (19,39 m), derrière les Américains Dallas Long et Randy Matson.

### Palmarès
| Date | Compétition             | Lieu     | Résultat | Marque  |
| ---- | ----------------------- | -------- | -------- | ------- |
| 1962 | Championnats d'Europe   | Belgrade | 1er      | 19,02 m |
| 1964 | Jeux olympiques         | Tokyo    | 3e       | 19,39 m |
| 1966 | Jeux européens en salle | Dortmund | 1er      | 19,05 m |
| 1966 | Championnats d'Europe   | Budapest | 1er      | 19,43 m |
| 1972 | Jeux olympiques         | Munich   | 8e       | 20,10 m |

### Records
| Épreuve         | Performance | Lieu | Date |
| --------------- | ----------- | ---- | ---- |
| Lancer du poids | 20,45 m     |      | 1971 |